# Эфиальт-император
Эфиальт-император (лат. Dolichomitus imperator) — наездник семейства Ichneumonidae.

## Описание
Один из самых крупных наездников, обитающих на территории Европы. Достигает длины 30 мм. Окраска чёрная с белыми пятнами, ноги красные. У самок длинный, превышающий длину тела яйцеклад.

## Биология
Личинки эфиальта-императора паразитируют на личинках усачей (Cerambycidae) и златок (Elateridae)[уточнить]. Самки обладают способностью отыскивать находящихся глубоко в древесине (до 40 мм) личинок жуков. Затем с помощью длинного яйцеклада она сверлит древесину и откладывает яйца на личинках.

### Процесс откладки яиц
1 Простукивание усиками древесины, поиск и обнаружение хода. 

2 Бурение древесины с помощью оболочки яйцеклада.

3 Погружение яйцеклада в пробурённое отверстие.

4 Корректировка положения. 

5 Откладка яиц.